# Нэш, Джордж
Джордж Нэш (англ. George H. Nash; род. 1 апреля 1945) — американский историк, специалист по американскому консерватизму, биограф Герберта Гувера. Наиболее известен благодаря авторству книги «Консервативное интеллектуальное движение в Америке с 1945 года» (1976, неоднократно переиздавалась).
Окончил Амхерстский колледж в 1967 году, степень доктора философии по истории получил в Гарвардском университете в 1973 году. С 1975 по 1995 год жил в Айове для возможности работать в Президентской библиотеке Гувера в процессе написания биографии экс-президента. В дальнейшем опубликовал ряд других трудов о Гувере, в частности, в 2011 году вышла книга «Свобода предана: секретная история Второй мировой войны Герберта Гувера и её последствия».
Статьи Нэша публиковались в ведущих СМИ, в том числе New York Times и Wall Street Journal.

## Избранная библиография
- From Radicalism to Revolution: The Political Career of Josiah Quincy (1970)
- The Conservative Intellectual Movement in America Since 1945 (1976; 3rd ed. 2006)
- The Life of Herbert Hoover: The Engineer 1874—1914 (Life of Herbert Hoover, Vol. 1) (1983)
- The Life of Herbert Hoover: The Humanitarian, 1914—1917 (Life of Herbert Hoover, Vol. 2) (1988) excerpt and text search Архивная копия от 10 ноября 2016 на Wayback Machine
- Herbert Hoover and Stanford University (1988)
- The Life of Herbert Hoover: Master of Emergencies, 1917—1918 (Life of Herbert Hoover, Vol. 3) (1996) excerpt and text search Архивная копия от 10 ноября 2016 на Wayback Machine
- "Forgotten godfathers: Premature Jewish conservatives and the rise of National Review, " American Jewish History, June/Sept 1999, Vol. 87 Issue 2/3, pp 123-57
- Books and the Founding Fathers (Library of Congress: Center for the Book, 2007)
- Reappraising the Right: The Past and Future of American Conservatism (2009) excerpt and text search Архивная копия от 24 ноября 2016 на Wayback Machine